# Come sopravvivere alla vita dopo la laurea
Come sopravvivere alla vita dopo la laurea (Cooper Barrett's Guide to Surviving Life) è una serie televisiva statunitense, andata in onda per la prima volta sul canale Fox dal 3 gennaio al 26 giugno 2016. 
È stata cancellata il 12 maggio senza aver ancora trasmesso gli ultimi tre episodi: due sono stati trasmessi il 12 giugno e l'ultimo il 26 dello stesso mese.
In Italia, invece, è in onda sul canale satellitare Fox della piattaforma Sky dal 9 settembre al 21 ottobre 2016.

## Episodi
| Stagione       | Episodi | Prima TV originale | Prima TV Italia |
| -------------- | ------- | ------------------ | --------------- |
| Prima stagione | 13      | 2016               | 2016            |